# Gustave Lefrançais
Gustave Lefrançois, detto Lefrançais (Angers, 30 gennaio 1826 – Parigi, 16 maggio 1901), è stato un politico francese.
Anarchico, fu un sostenitore della Comune di Parigi.

## Biografia
Diplomato all'École normale degli istitutori di Versailles, non riuscì a trovare un impiego a causa delle sue idee politiche rivoluzionarie. Fino alla Rivoluzione del 1848, lavorò come scrivano, poi aderì all'Associazione degli istitutori e istitutrici socialisti, procurandosi, il 12 giugno 1848, una condanna a tre mesi di carcere e due anni di sorveglianza. Il 27 marzo 1851 gli fu interdetto ufficialmente l'insegnamento e si trasferì a Londra dopo il colpo di Stato di Luigi Bonaparte.
Tornato a Parigi nel 1853, si mantenne all'opposizione del Secondo Impero, alla cui caduta, il 4 settembre 1870, organizzò il Comitato di vigilanza del IV arrondissement di Parigi e fu eletto delegato al Comitato centrale dei venti rioni. Partecipò all'insurrezione del 31 ottobre contro il governo e fu arrestato e condannato a quattro mesi di carcere.
Il 26 marzo 1871 fu eletto al Consiglio della Comune e dal 3 aprile fece parte della Commissione esecutiva, poi della Commissione lavoro e scambi e infine della Commissione finanze. Votò contro la costituzione del Comitato di Salute pubblica e durante la Settimana di sangue combatté sulle barricate contro le truppe di Versailles. Fuggito a Ginevra alla caduta della Comune, venne condannato a morte in contumacia dalla corte marziale.
Aderì alla Federazione del Giura di Michail Bakunin, partecipò al Congresso Internazionale di Saint-Imier, scrisse in diversi giornali anarchici e collaborò con Élisée Reclus. Alla fine del 1871 pubblicò a Neuchâtel l'Étude sur le mouvement communaliste de Paris en 1871, lodato da Kropotkin. Rientrò in Francia con l'amnistia del 1880.
Eugène Pottier gli dedicò i versi de L'Internazionale, scritti durante la Settimana di sangue e messi in musica nel 1888 da Pierre de Geyter.